# Problém prvního světa
Problémy prvního světa je neformální označení problémů, na které si lidé v zemích prvního světa stěžují z důvodu absence naléhavějších obav. Anglický originál tohoto slovního spojení First World problem byl v listopadu 2012 přidán do slovníku Oxford Dictionary Online a v prosinci 2012 do slovníku Macquarie Dictionary Online. Řadí se mezi tzv. klamy relativního strádání.
Výraz „Problém prvního světa“ se poprvé objevil v roce 1979 v práci G. K. Payna Built Environment, ale proslavil se teprve od roku 2005 jakožto internetový mem, a to zejména na sociálních sítích jako je Twitter (kde se fráze zařadila mezi oblíbené hashtagy). Použití výrazu má za cíl umenšení stížností na triviální problémy tím, že se takovýmto označením stěžovatele zahanbí; často též mluvčí výraz aplikuje sám na sebe jako dobře míněnou sebekritiku. 
Když pobočka organizace UNICEF na Novém Zélandu provedla v roce 2012 průzkum problémů prvního světa pociťovaných tamními obyvateli, zjistila, že mezi nejčastější patří pomalý přístup k internetu.  Parodující umělec "Weird Al" Yankovic zařadil na své album Mandatory Fun z roku 2014 píseň nazvanou First World Problems. 

## Příklady
Mezi věci považované různými zdroji za „problémy prvního světa“ patří: 
- Pomalý přístup k internetu[9]
- Neschopnost najít hledané zboží v obchodě
- Špatně chutnající ovoce
- Nevhodný účes
- Nefunkční dálkový ovladač televize
- Špatné pokrytí mobilním signálem
- Docházející baterie telefonu (úzkost z nízkého stavu nabití baterie) [10]
- Neschopnost najít odložená bezdrátová minisluchátka AirPods (nejčastější stížnost uživatelů tohoto produktu). Jejich výrobce, společnost Apple Inc., se v roce 2017 pokusila tento problém zmírnit vytvořením aplikace Find My AirPods.[11]
- Nenápadité poznávací značky[12]

Novinář deníku The Guardian vybral ze sbírky problémů prvního světa na diskuzním serveru Reddit tyto příspěvky (v českém překladu):
Wi-Fi v luxusní vile v Řecku, kde jsem na dovolené se svou manželkou, podporuje maximálně čtyři zařízení najednou.
u/slippymark, Reddit, First World Problems
Chtěl by si objednat pizzu, ale je na to příliš brzy a nerad bych udělal špatný dojem na našeho vrátného.
u/[deleted], Reddit, First World Problems